# 大阪府道・京都府道46号茨木亀岡線
大阪府道・京都府道46号茨木亀岡線（おおさかふどう・きょうとふどう46ごう いばらきかめおかせん）は、大阪府茨木市から京都府亀岡市に至る主要地方道に指定された府道である。

## 概要
茨木市と亀岡市の府境にあたる山間部では採石場が何か所もあり、次に述べるダム工事の車両も含めて毎日多くのダンプカーが往来しているため旧道の方は路面が損耗気味であった。さらに採石場付近では路面が細かい土砂の粒子で覆われている上、傾斜もカーブも多く運転しづらく、大阪府道・京都府道6号枚方亀岡線と同様、大阪から亀岡方面への効率よい走行ルートにはなっているものの、運転の不慣れな人にとっては注意が必要であった。これらの点は後述する付け替え道路では大幅に改善されている。
安威川上流に大阪府が安威川ダムを建設して、さらにその付近に新名神高速道路の茨木千提寺ICが設置されているため、ICからダム湖を迂回し茨木市内に連絡するよう道路の付け替え・拡幅をする工事が行われた。国道171号との交差点であり起点でもある西河原西交差点から北、平野部の終わりである安威へかけては、片側1車線から2車線への拡幅が10年以上をかけてゆっくり進んでおり、2011年（平成23年）8月6日現在、ごくわずかな区間を除き4車線化が完了している。安威で安威川を越える長ヶ橋も架け替えられ、その先の安威川ダム付替道路も2010年（平成22年）9月25日に開通した。それに伴い、2011年（平成23年）12月24日現在、旧道の方は一部区間を除いて柵によって通行できなくなっており、実質的には廃道となった。また、この付け替え道路の途中の大門寺トンネル北側の交差点で、新名神高速道路の茨木千提寺インターチェンジへのアクセス道路として整備され2022年（令和4年）3月24日に開通した都市計画道路大岩線と接続する。

### 路線データ
- 起点 : 大阪府茨木市五日市（国道171号・大阪府道15号八尾茨木線交点）
- 終点 : 京都府亀岡市下矢田（国道9号交点）

## 歴史
本路線は、道路法（昭和27年法律第180号）第56条の規定に基づき、主要な都道府県道として1954年（昭和29年）に指定された。

### 年表
- 1954年（昭和29年）
  - 1月20日 - 建設省（当時）が茨木亀岡線（大阪府茨木市 - 京都府南桑田郡亀岡町）として主要地方道に指定[2]。
  - 11月1日 - 大阪府が茨木亀岡線を大阪府道8号線として路線認定。
- 1955年（昭和30年）10月18日 - 京都府が茨木亀岡線を府道路線認定。整理番号は主要地方道34[3]。
- 1994年（平成6年）4月1日 - 大阪府、京都府が路線番号を再編（路線認定の一部改正）し、府道46号に変更[4]。なお、この時大阪府道・奈良県道大阪生駒線（旧大阪府道23号、旧奈良県道2号）に8号が付与されている。京都府の主要地方道46号は1993年に国道482号の一部に編入されて廃止された峰山丹後線に付与されていた[5]。
- 2023年（令和5年）
  - 3月13日 - 起点の西河原西交差点が立体交差化される。

## 路線状況

### 重複区間
- 京都府道733号柚原向日線（亀岡市東別院町栢原九折・九折交差点 - 亀岡市東別院町南掛・南掛交差点）
- 京都府道43号豊中亀岡線（亀岡市東別院町栢原前田・栢原交差点 - 亀岡市下矢田町・下矢田交差点）
- 大阪府道6号枚方亀岡線（高槻市杉生河原田 - 亀岡市下矢田町・下矢田交差点）

### 道路施設
桑原大橋
大門寺トンネル
車作橋
車作トンネル
茨木市車作にあるトンネル。676m
龍仙峡大橋

## 地理

### 通過する自治体
- 大阪府
  - 茨木市
- 京都府
  - 亀岡市
- 大阪府
  - 高槻市
- 京都府
  - 亀岡市

### 交差する道路
- 国道171号（大阪府道14号大阪高槻京都線 重複）・大阪府道15号八尾茨木線（茨木市五日市・西河原西交差点、起点）
- 大阪府道1号茨木摂津線（大阪府道109号余野車作線 重複）（茨木市車作）
- 京都府道733号柚原向日線（亀岡市東別院町栢原九折・九折交差点）
- 京都府道43号豊中亀岡線（亀岡市東別院町栢原前田・栢原交差点）
- 京都府道733号柚原向日線（亀岡市東別院町南掛・南掛交差点）
- 京都府道407号東掛小林線（亀岡市東別院町東掛・東掛交差点）
- 大阪府道6号枚方亀岡線（高槻市杉生河原田 - 亀岡市下矢田町・下矢田交差点）
- 国道9号・大阪府道6号枚方亀岡線（亀岡市下矢田町・下矢田交差点、終点）

### 沿線にある施設など
- 長岡香料大阪工場
- コーナン茨木安威店
- 追手門学院大学
- 阿武山ゴルフセンター
- 阿武山古墳
- 安威川ダム
- ダムパークいばきた
- 竜仙峡
- 亀岡市立東別院小学校
- 春日神社